# Saillant
Saillant é uma comuna francesa na região administrativa de Auvérnia-Ródano-Alpes, no departamento Puy-de-Dôme. Estende-se por uma área de 17,87 km². Em 2010 a comuna tinha 301 habitantes (densidade: 16,8 hab./km²).